# Daniel Schwemer
Daniel Schwemer (* 26. Januar 1970 in Tübingen) ist ein deutscher Altorientalist.

## Leben
Er studierte von 1991 bis 1996 Altorientalistik und Theologie an der Julius-Maximilians-Universität Würzburg, der Eberhard Karls Universität Tübingen und (gastweise) an der Ruprecht-Karls-Universität Heidelberg. Er wurde 2000 promoviert und 2005 habilitiert an der Universität Würzburg. Er vertrat 2000 Andrew R. George an der School of Oriental and African Studies. Von 2000 bis 2004 war er Wissenschaftlicher Assistent am Lehrstuhl für Altorientalistik an der Universität Würzburg. Er vertrat von 2004 bis 2005 Stefan Maul auf dem Lehrstuhl für Assyriologie der Universität Heidelberg. Er lehrte von 2005 bis 2008 als Lecturer in Ancient Near Eastern Studies an der School of Oriental and African Studies und von 2008 bis 2011 als Reader in Ancient Near Eastern Studies an der School of Oriental & African Studies. Von 2010 bis 2011 war er dort Associate Dean. Seit 2011 ist er Professor für Altorientalistik an der Universität Würzburg und Research Associate der School of Oriental and African Studies.
Seine Forschungsschwerpunkte sind Akkadistik, Hethitologie, altorientalische Religionsgeschichte, altorientalische Medizin, Magie und Rituale.

## Schriften (Auswahl)
- Akkadische Rituale aus Ḫattuša. Die Sammeltafel KBo XXXVI 29 und verwandte Fragmente (= Texte der Hethiter. Band 23). Winter, Heidelberg 1998, ISBN 3-8253-0815-4.
- Die Wettergottgestalten Mesopotamiens und Nordsyriens im Zeitalter der Keilschriftkulturen. Materialien und Studien nach den schriftlichen Quellen. Harrassowitz, Wiesbaden 2001, ISBN 3-447-04456-X (zugleich Dissertation, Würzburg 2000).
- Keilschrifttexte aus Assur literarischen Inhalts II: Rituale und Beschwörungen gegen Schadenzauber (= Wissenschaftliche Veröffentlichungen der Deutschen Orient-Gesellschaft. Band 117). Harrassowitz, Wiesbaden 2007, ISBN 3-447-05592-8 (zugleich Habilitationsschrift, Würzburg 2005).
- Abwehrzauber und Behexung. Studien zum Schadenzauberglauben im alten Mesopotamien (Unter Benutzung von Tzvi Abuschs Kritischem Katalog und Sammlungen im Rahmen des Kooperationsprojektes Corpus of Mesopotamian Anti-witchcraft Rituals). Harrassowitz, Wiesbaden 2007, ISBN 3-447-05640-1 (zugleich Habilitationsschrift, Würzburg 2005).
- mit Tzvi Abusch: Corpus of Mesopotamian anti-witchcraft rituals. Band 1 (= Ancient magic and divination. Band 8,1). Brill, Leiden u. a. 2011, ISBN 978-90-04-18913-3.
- Texte aus dem Bezirk des Großen Tempels XII (= Keilschrifttexte aus Boghazköi. Band 61). Mann, Berlin 2011, ISBN 978-3-7861-2660-7.
- Texte aus den Grabungen 2014–2015 und Nachlese von Texten verschiedener Herkunft (= Keilschrifttexte aus Boghazköi. Band 70). Mann, Berlin 2015, ISBN 978-3-7861-2726-0.
- mit Tzvi Abusch, Mikko Luukko und Greta Van Buylaere: Corpus of Mesopotamian anti-witchcraft rituals. Band 2 (= Ancient magic and divination. Band 8,2). Brill, Leiden u. a. 2016, ISBN 978-90-04-31854-0.
- The Anti-witchcraft Ritual Maqlû. The Cuneiform Sources of a Magic Ceremony from Ancient Mesopotamia. Harrassowitz, Wiesbaden 2017, ISBN 3-447-10770-7.